# Munib Younan
Munib Younan, né le 18 septembre 1950 à Jérusalem, est un religieux luthérien palestinien, évêque de Jérusalem de l'Église évangélique luthérienne de Jordanie et de Terre sainte (ELCJHL) de 1998 à 2017. Particulièrement attaché au rapprochement entre les confessions protestantes et chrétiennes, à l'œcuménisme ainsi qu'au dialogue interreligieux, il préside la Fédération luthérienne mondiale depuis 2010. 

## Biographie

### Origines
Munib Younan est né le 18 septembre 1950 à Jérusalem, issu d'un couple parents palestiniens réfugiés depuis 1948 et membres de la communauté des grecs de l'Église d'Antioche : son père, Andria Younan, est originaire de Beer-Sheva et sa mère, Alice Qandalaft provient de Jérusalem-Ouest. Munib Younan est d'ailleurs détenteur du statut de réfugié accordé par l’Office de secours et de travaux des Nations unies pour les réfugiés de Palestine dans le Proche-Orient (UNRWA). 

### Études et engagement religieux
Munib Younan accomplit ses études primaires et secondaires en Palestine - à l'école luthérienne évangélique de Jérusalem (1955-1962) , au collège luthérien de Beit Jala (1962-1967) puis au collège Al-Ahlia de Ramallah (1968) - avant de s'engager, de 1969 à 1972, dans une formation au diaconat en Finlande au Collège Luther de Järvenpää. Il poursuivit ensuite jusqu'en 1976 ses études de théologie à l’université d'Helsinki où il obtient maîtrise de théologie avec une thèse portant sur « L’élection dans le deutéro-Isaïe ». Il a également étudié et poursuivi des recherches à l’École de théologie luthérienne de Chicago en 1988. 
Munib Younan reçoit l'ordination en 1976 à Jérusalem et exerce différentes fonctions relevant tant de l’animation pastorale, que des activités liées à la jeunesse ou à la formation chrétienne  au sein de l'ELCJHL, avant d'être nommé président du Synode de cette église puis s'en être consacré évêque en janvier 1998 en succession de Mgr Naim Nassar. Munib Younan défend une théologie et une approche non-violentes, fondées sur l'appel au témoignage, à la justice et au pardon. 

### Fédération luthérienne mondiale
Dès 1981, il s'engage au sein de la Fédération luthérienne mondiale (FLM) quand il devient membre de son Comité de jeunesse jusqu'en 1984). Il rejoint le Conseil de la FLM de 1990 à 1997 comme conseiller. Il y est nommé vice-président du Conseil d’administration du Centre d’études œcuméniques de Strasbourg puis vice-président du Comité de programme « Mission et développement » de 1997 à 2003. Cette même année, il devient membre du Conseil ainsi que du Comité exécutif et Conseil d’administration de la FLM et vice-président de la Fédération pour la région Asie, postes qu'il occupe jusqu'en 2010, quand il est élu à la présidence de la Fédération luthérienne mondiale le 24 juillet 2010 à l'occasion de la onzième Assemblée de la FLM qui se réunit à Stuttgart, succédant ainsi à l'évêque américain Mark Hanson. La fédération revendique 145 églises réparties dans 79 pays, représentant 74 millions de fidèles en 2016. 

### Œcuménisme et dialogue interreligieux

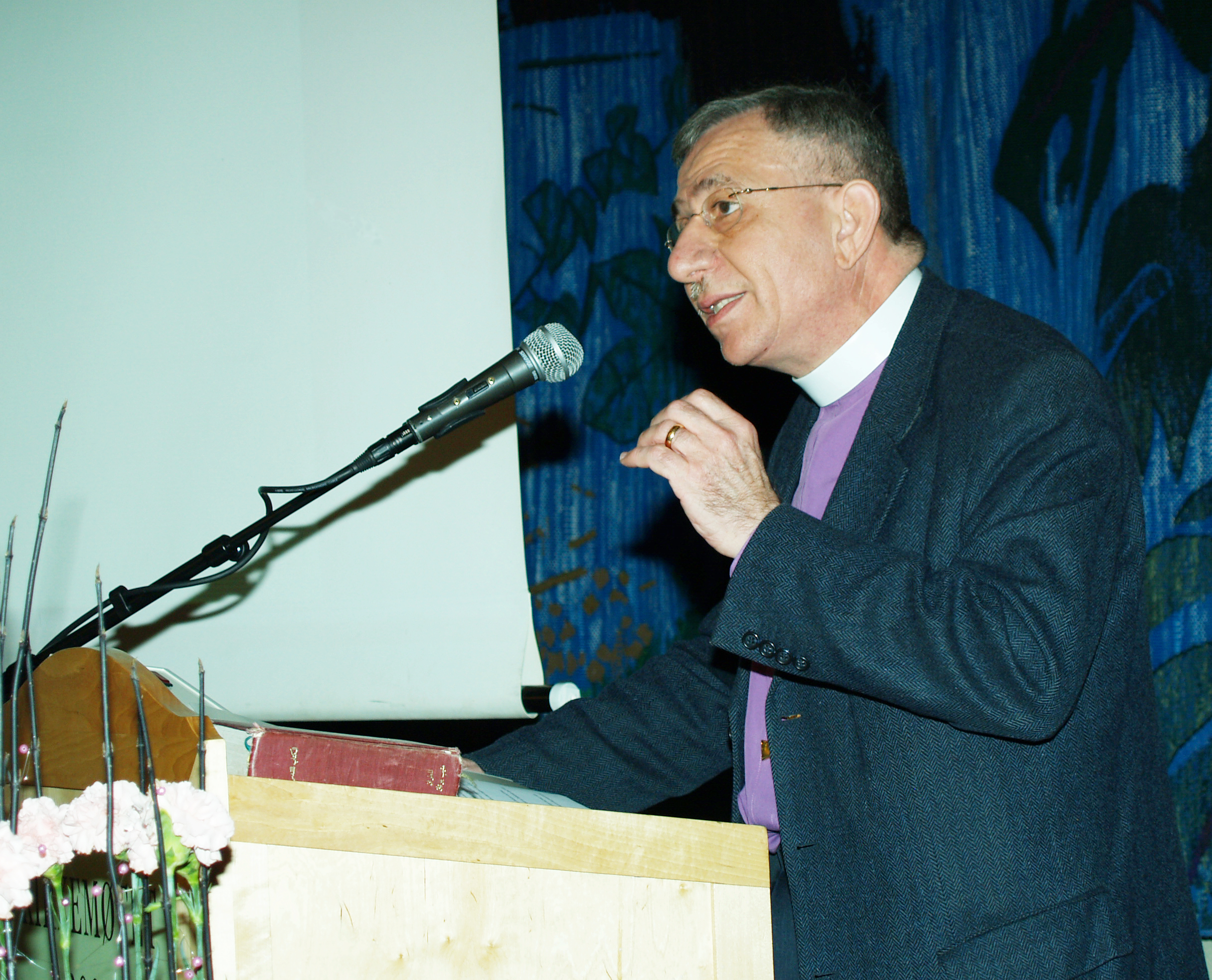
Munib Younan, 2008

#### Œcuménisme
Engagé de longue date dans le mouvement œcuménique, particulièrement aux Proche et Moyen-Orient, Munib Younan est membre depuis 1985 du Conseil des Églises du Moyen-Orient au sein duquel il diverses activités, dont la présidence de « Famille protestante ». Il est également membre fondateur du Programme œcuménique d’accompagnement en Palestine et Israël (en) (EAPPI) - dont il préside le Groupe de référence local à partir de 2002 - et participe au dialogue entre anglicans et luthériens à Jérusalem depuis 1984. 
Membre du Groupe d’études orthodoxes du Conseil œcuménique des Églises de 1998 à 2006, Munib Younan préside la Communion des Églises protestantes du Moyen-Orient (en) (FMEEC) entre 2004 à 2010. Il œuvre à la reconnaissance mutuelle entre les Églises protestantes au Moyen-Orient qui aboutit en 2006 à un accord sur la pleine communion entre les Églises des traditions réformée et luthérienne et leur reconnaissance mutuelle du baptême, de l’eucharistie, du ministère et de l’ordination. En janvier 2010, c'est sous sa direction que la FMEEC vote unanimement en faveur de l’ordination des femmes ; la même année, Munib Younan prend la tête, pour les luthériens, de la Société anglicano-luthérienne. Il est présent lors de la rencontre historique au Saint-Sépulcre entre le pape François et le patriarche Bartholomée en mai 2014.
À la suite d'une première publication commune entre catholiques et luthériens proposant, en 2013, une lecture partagée de leur difficile histoire, Munib Younan signe avec le pape François, en octobre 2016 - à l'occasion des célébrations du 500e anniversaire du luthéranisme -, une déclaration commune affirmant que « ce qui unit [les luthériens et les catholiques] est plus grand que ce qui [les] divise » et que leurs églises respectives « cherchent à lever les obstacles persistants qui [les] empêchent d’atteindre la pleine unité » avec pour objectif de permettre à terme aux catholiques et aux luthériens de communier ensemble.

#### Dialogue interreligieux
Sur le plan du dialogue interreligieux, est l’un des cofondateurs du Centre d’études religieuses Al-Liqa de Jérusalem, en 1982 et œuvre au dialogue et à la réflexion commune des chrétiens et des juifs dans le contexte local. Il est également le cofondateur d'un organe de discussion entre les religions du Livre - le Conseil des institutions religieuses en Terre Sainte (CRIHL) - qui réunit des responsables des Églises locales, du Grand rabbinat d’Israël et du Ministère des affaires religieuses et des Wakfs de l’Autorité palestinienne.  

### Vie privée
En 1980, Munib Younan épouse Suad Yacoub, originaire d'Haïfa, qui dirige l'école Helen Keller pour aveugles de Beit Hanina. Le couple a trois enfants.

## Distinctions
Munib Younan a reçu de nombreuses reconnaissances et distinctions parmi lesquelles le Prix du Mouvement finlandais chrétien pour la paix (2001), le Human Rights Award from the United Nations Association, (Washington DC, 2001), le Holyland Christian Ecumenical Foundatio Prize (États-Unis, 2004), le Bethlehem Star Award (Palestine, 2005), la Médaille Mikael Agricola (Finlande, 2008), la St-Henrik Cross de l'Église évangélique-luthérienne de Finlande (2011), le Prix SunHak pour la Paix (2020) ...

### Honoris causa
- Docteur honoris causa du Wartburg College (en) en 2001
- Docteur honoris causa de l'université de Münster en 2014

### Ouvrages
- (en) Our Shared Witness : A Voice for Justice and Reconciliation, Lutheran University Press, 2012, 235 p. (ISBN 978-1-932688-69-6)
- (en) Witnessing for Peace : In Jerusalem and the World, Augsburg Fortress, 2003 (ISBN 978-0-8006-3598-5)

### Contributions
- (en) « Ecumenism in Jerusalem in Light of Local Context and Politics », dans Timothy S. Lowe (éd.), Hope of Unity: Living Ecumenism Today. Celebrating 40 Years of the Ecumenical Institute Tantur, AphorismA, 2013 (ISBN 978-3-86575-040-2)
- (en) « Beyond Luther: Prophetic Interfaith Dialogue for Life », dans The Global Luther: A Theologian for Modern Times, Fortress Press, 2009
- (en) « The Future of the Lutheran Reformation Tradition: From the Perspective of Palestinian Christians », dans The Future of Lutheranism in a Global Context, Augsburg Fortress, 2008
- (en) « The Role of the Church in Peacemaking: Raising a Prophetic Voice », dans The Forgotten Faithful, Sabeel Ecumenical Liberation Theology Center, année=2007
- (en) « Theological Reflection and Theology », dans Theological Reflection on Accompaniment World Council of Churches, 2005

### Traductions
- La Confession d'Augsbourg, traduction en arabe aux éditions Emerezian, Jérusalem, 1993